# Airasca
Airasca ist eine Gemeinde in der italienischen Metropolitanstadt Turin (TO) der Region Piemont.

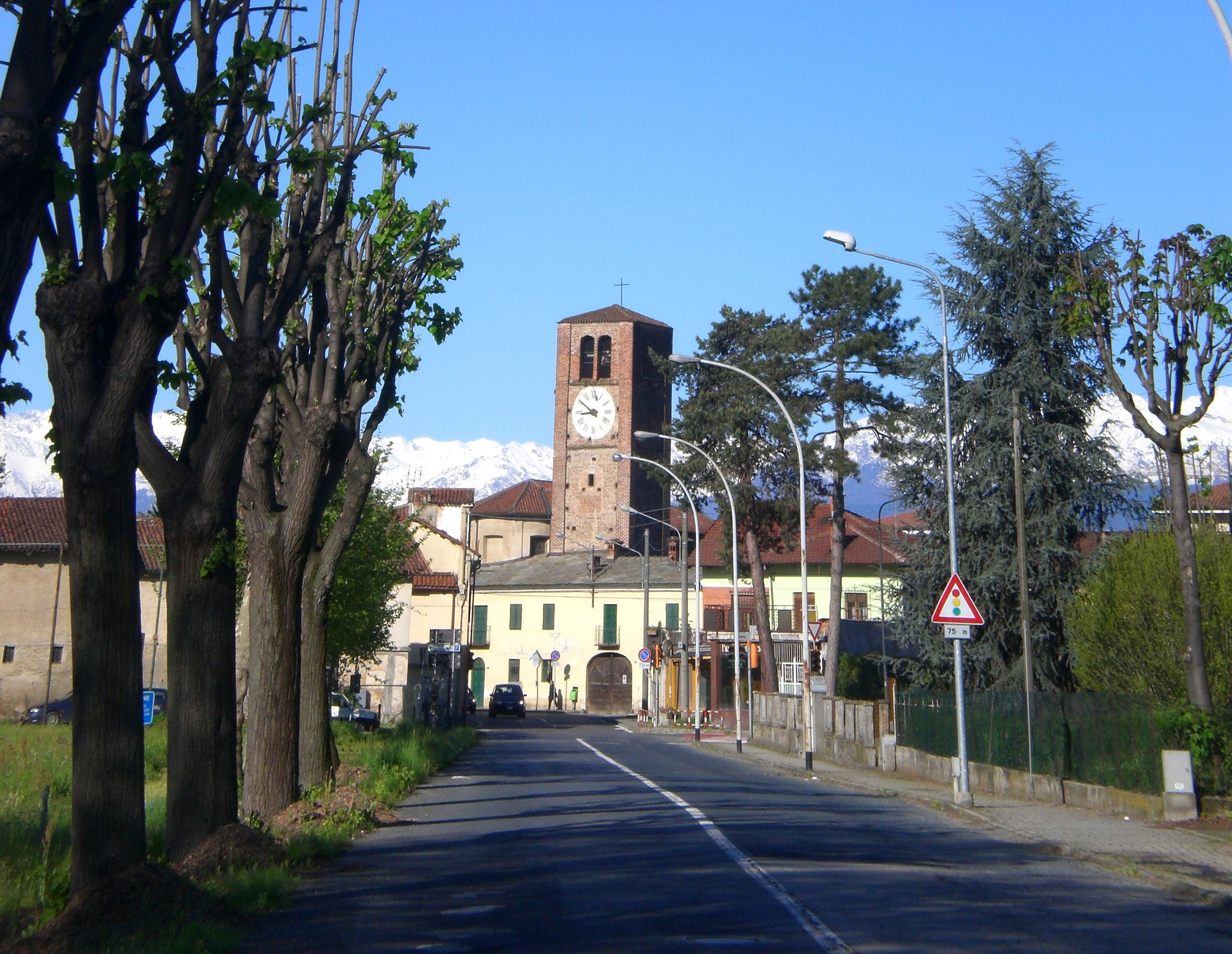
Airasca

## Lage und Einwohner
Der Ort liegt 26 Kilometer südwestlich von Turin und 19 Kilometer östlich von Pinerolo und hat 3686 Einwohner (Stand 31. Dezember 2023).
Airasca liegt in der Ebene von Pinerolo am Nordwestrand der Po-Ebene in einem Gebiet, das von zahlreichen natürlichen und künstlichen Wasserläufen durchzogen ist. Der wichtigste ist der Rio Torto, der in die Chisola, einen Nebenfluss des Po, mündet. Das Gebiet wird intensiv landwirtschaftlich genutzt. Allerdings entwickelte sich Airasca in den letzten Jahrzehnten zu einer Pendlerstadt im Großraum Turin. Zur Gemeinde gehören die Ortsteile Gabellieri, Cascinette und Vicendette. 
Die Nachbargemeinden sind Cumiana, Volvera, None, Piscina und Scalenghe.

## Verkehr
Airasca liegt an der Strada Regionale SR 23, die Turin mit den Wintersportgebieten um Sestriere verbindet und in Cesana Torinese kurz vor der französischen Grenze endet.
Die Auffahrt None auf die Autobahn A55 Autostrada del Pinerolese, befindet sich 4 km nordöstlich des Ortszentrums.
Der Bahnhof von Airasca an der Bahnstrecke Turin–Pinerolo–Torre Pellice liegt 1 km nördlich des Ortszentrums. Hier zweigte eine Nebenbahn nach Saluzzo ab, die 1986 stillgelegt wurde.

## Geschichte
Airasca wurde von den Fürsten von Piossasco im 13. Jahrhundert gegründet. Der Ort entwickelte sich rund um die zentrale Burg der Piossasco.
Am 4. Oktober 1693 fand bei Airasca die Schlacht bei Marsaglia statt, bei der die savoyischen Truppen von Herzog Viktor Amadeus II. von den Franzosen geschlagen wurden. In der Folge  wurde das Dorf von französischen Truppen unter dem Befehl von General Catinat verwüstet.

## Politik

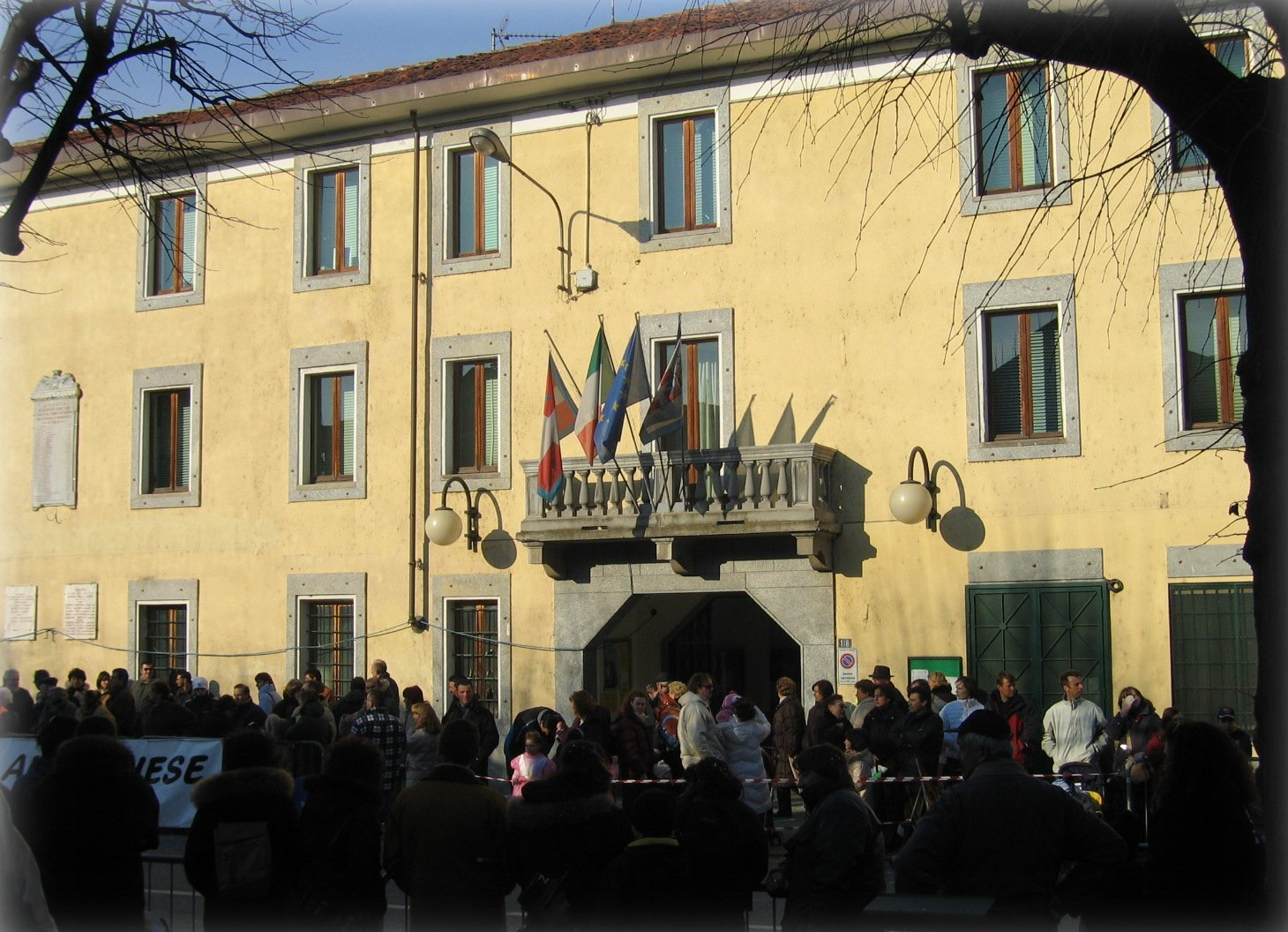
Das Rathaus von Airasca während des Karnevals 2005

Giovanni Andreazzoli (Bürgerliste) wurde im Juni 2009 zum Bürgermeister gewählt. Er löste Michele Clemente ab, der ihm bei der Wahl deutlich unterlag.

### Partnerstädte
- Villa Trinidad in der Provinz Santa Fe

## Sehenswürdigkeiten
- Die 1332 erbaute Pfarrkirche Parrocchiale di San Bartolomeo wurde im 17. Jahrhundert barock erneuert und 1828 erweitert. Im Innenraum finden sich Fresken aus dem 16. und 17. Jahrhundert. Der Campanile stammt noch vom ursprünglichen, gotischen Bau.
- Die Kirche Santo Spirito aus dem 18. Jahrhundert ist ein typischer Bau des piemontesischen Barocks.[3]
- Die Burg Castello dei conti Piossasco-Airasca bildete den Ursprungskern des Ortes.
- Vier Kilometer nördlich steht das Castello della Marsiglia, bei dem 1693 die nach ihm benannte Schlacht stattfand.[4]

## Feste

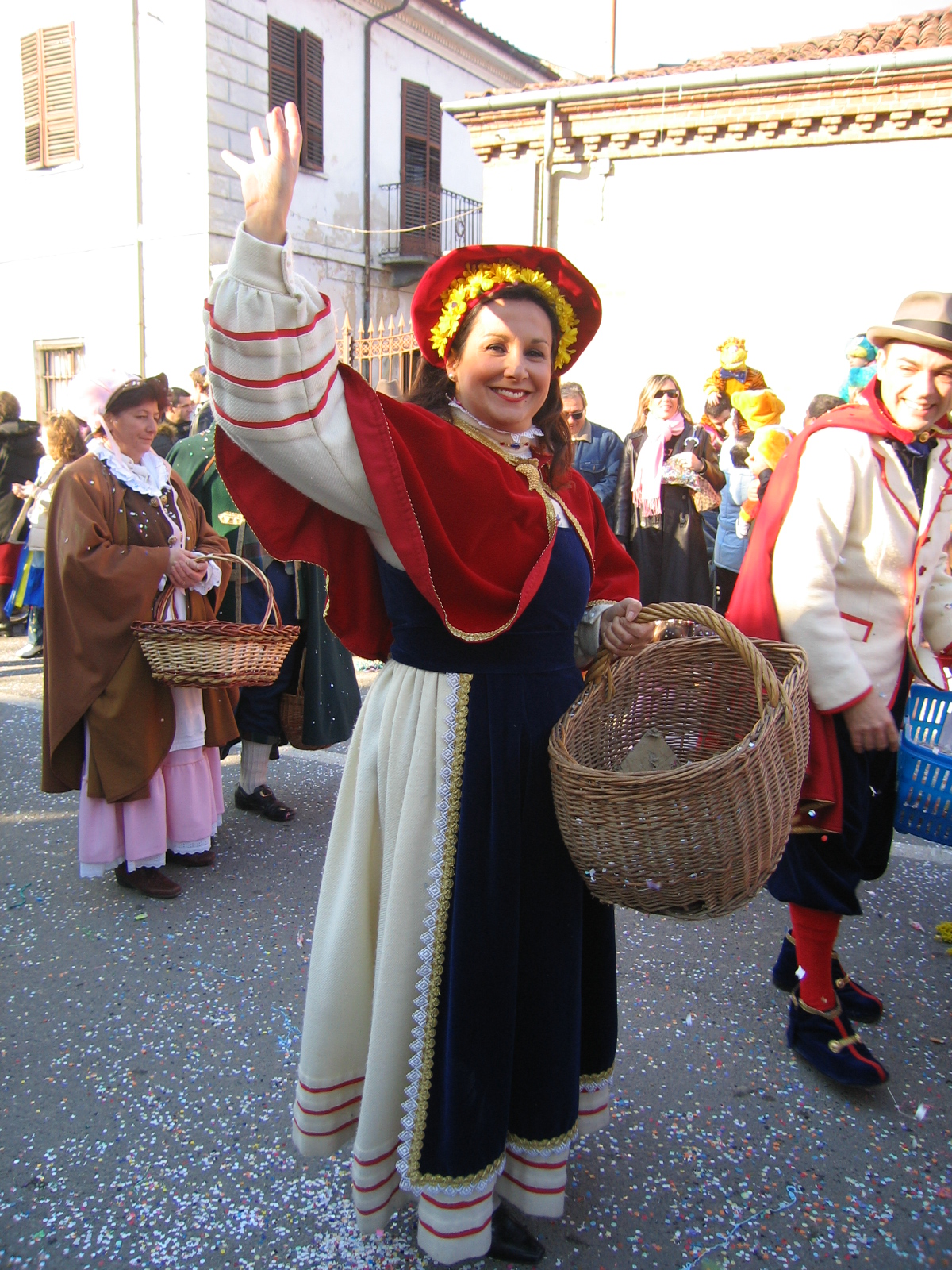
Die Marghera (Butterfrau) und der Praje (rechts) beim Karnevalsumzug.

Zum Karneval findet jedes Jahr ein großer Umzug von geschmückten Wagen aus den umliegenden Gemeinden statt. Die typischen Figuren im Karneval von Airasca sind dabei der Praje (der für die Unterhaltung der Kanäle zuständig war) und die Marghera (Butterfrau).

## Kommunale Einrichtungen
Die Gemeinde verfügt über einen Kindergarten, eine Grundschule und eine weiterführende Schule. Ferner existiert eine Apotheke.

## Kulinarische Spezialitäten
Airasca ist für seine nach traditionellem Rezept hergestellte Butter bekannt.

## Persönlichkeiten mit Verbindungen zur Gemeinde
- Der Schriftsteller Telesio Montesello (1902–2004) lebte bis zu seinem Tod in Airasca.